# Polyura kangeanus
Polyura kangeanus är en fjärilsart som beskrevs av Hans Fruhstorfer 1903. Polyura kangeanus ingår i släktet Polyura och familjen praktfjärilar. Inga underarter finns listade i Catalogue of Life.